# Denis Martinez
Pour les articles homonymes, voir Martinez.
Ne doit pas être confondu avec Dennis Martínez.
Denis Martinez, né le 30 novembre 1941 à Port-aux-Poules (actuelle Marsat El Hadjadj) en Algérie, est un peintre algérien. Il a choisi d'y demeurer après l'Indépendance. Contraint à l'exil en 1994 il vit et travaille depuis à Marseille.

## Biographie
Denis Martinez naît le 30 novembre 1941 à Marsat El Hadjadj (Oran). Il dessine depuis l’enfance les paysages et les scènes de la campagne oranaise. De 1957 à 1962 il vit à Blida où son père, peintre en bâtiment, est devenu facteur. Il suit l’enseignement de l'École des beaux-arts d'Alger puis de Paris. À partir de 1963 il est professeur aux Beaux-Arts d'Alger, où son enseignement exerce une influence durable sur plusieurs générations d'artistes, et participe à l'exposition des « Peintres algériens » organisée en 1963 à Alger pour les « Fêtes du 1er novembre » et préfacée par Jean Sénac, en 1964 à celle qui est présentée à Paris au Musée des arts décoratifs, puis à la plupart des expositions collectives de peinture algérienne en Algérie et à l’étranger. Il présente en 1964 sa première exposition personnelle à Alger, préfacée Jean Sénac.
Denis Martinez est l’un des fondateurs, avec Choukri Mesli, du groupe Aouchem (Tatouage) qui expose en 1967, 1968 et 1971. Rassemblant une dizaine d'artistes, peintres et poètes, il s'oppose aux imageries jugées démagogiques que présente la galerie officielle de l’Union nationale des arts plastiques, fondée en 1963 mais dont la plupart des peintres actifs ont été exclus. « Aouchem est né il y a des millénaires, sur les parois d'une grotte du Tassili. Il a poursuivi son existence jusqu'à nos jours, tantôt secrètement, tantôt ouvertement, en fonction des fluctuations de l'Histoire. (...) Nous entendons montrer que, toujours magique, le signe est plus fort que les bombes », déclare leur « Manifeste ». En dépit des violences, certaines traditions plastiques ont réussi à se maintenir dans les gestes qui modèlent et peignent l’argile, tissent la laine, décorent les murs, gravent le bois ou le métal : c’est sur ces survivances qu’« Aouchem » veut s’appuyer.
Denis Martinez reçoit en 1975 le Grand Prix de peinture de la Ville d’Alger. En 1973 et 1976 il participe à la réalisation de deux peintures murales collectives pour le village de Maamora (Saïda) et pour les travailleurs du Port d'Alger. Une rétrospective de sa peinture est présentée au Musée d'Alger en 1985. Il crée en 1986 une fontaine-monument en céramique à Blida et organise de 1986 à 1992 avec ses étudiants des interventions ou actions, à Blida, à la base pétrolière d'In Amenas et en Kabylie.
En 1994, après l'assassinat de Tahar Djaout et de nombreux intellectuels algériens, Denis Martinez quitte l'Algérie et enseigne de 1995 à 2006 à l’École supérieure d'art d’Aix-en-Provence. Il participe en 1998 à Peintres du Signe (Fête de l’Humanité, La Courneuve; exposition itinérante). En 2000 et 2001 il crée les éléments et la mise en scène d'une procession de 7 Aghanjas pour la Paix à Forcalquier et Loriol, en 2002 une performance en plusieurs lieux, Fenêtre du vent [7 séquences, Timimoun, École des beaux-arts (Alger), Maison de la Poésie (Saint-Martin d'Hères), Clos Maria (Aix-en-Provence), La Bérangère (Drôme), La Robin, Lombez (Gers), Association culturelle berbère (Paris)]. Participant en 2003 à l'exposition Le vingtième siècle dans l'art algérien, (Château Borély, Marseille; Orangerie du Sénat, Paris), il expose à Pau, Désorientalisme au Musée des Beaux-Arts et  Dessins sur le sable et sur les murs (installation) à l'École Supérieure des Arts et de la communication, ainsi qu'à Marseille.
Denis Martinez a publié plusieurs plaquettes de poèmes et illustré de nombreux recueils de poèmes ainsi que des ouvrages autour de Jean Sénac.

## L'œuvre
C’est peut-être son caractère résolument « primitif » qui définirait le mieux le travail de Denis Martinez. Non qu’il exécute ses peintures sous le seul coup, pour lui demeurer fidèle, d'une impulsion première. Le Journal de bord tenu par le peintre en 1982 tout au long de la réalisation d’une de ses œuvres, et publié en 1985 dans le catalogue de sa rétrospective au Musée d'Alger, manifeste combien la patience et la distance critique se conjuguent chez lui à la spontanéité et au besoin sensible d’agir sur sa toile. Il ne s’agit pas non plus avec Martinez d’une création brute, se développant à l’écart, dans l’ignorance de l’art du passé comme des tentatives modernes. Son œuvre repose tout au contraire sur une connaissance approfondie de l’art maghrébin depuis ses plus lointaines sources, en une imprégnation qui est à la fois exploration et métamorphose active.
« Primitif » signifierait plutôt la volonté constante de Martinez de briser les limites traditionnelles de la peinture. Ce souci a pris par vagues successives des formes variées. La première est celle de ses reliefs peints exposés en 1964. La découverte que fait en 1961 Martinez des recherches du marocain Cherkaoui après celles de Siqueiros, dès les années 1920, au Mexique lui fait prendre conscience du conditionnement qu’il a subi, l’oriente vers la culture africaine et la symbolique plastique de l’art populaire maghrébin. Il commence d'en interroger la dimension rituelle, existentielle et entreprend de revenir à ses sources pré-coloniales comme les mexicains l’avaient fait, en deçà du classicisme espagnol, à leurs origines précolombiennes. Les reliefs qu’il réalise à partir de 1963, assemblant et peignant, transfigurant les matériaux les plus hétéroclites, ne sont donc pas sans présenter quelque parenté avec les totems, fétiches et nouets.
Ces préoccupations se cristallisent sous le signe de l’anticonformisme, en réaction contre les pièges de l’orientalisme et d’un réalisme socialiste menaçant, dans l’esprit du groupe Aouchem (Tatouage). Première introduction de l’écrit dans son travail, Martinez intègre alors à la composition de ses reliefs puis de ses toiles des inscriptions manuscrites en arabe dialectal ou en français, slogans poétiques qui prennent le contre-pied de tout discours démagogique. Tandis que, dans les années 1970, la couleur gagne en intensité et que s’aiguise le graphisme, monte au premier plan de ses toiles le visage chaque fois différent du personnage qui ne cessera plus de signer sa peinture.
Les regards aveugles que Martinez lui prête de toile en toile semble traverser le regard qui le rencontre et, dans un monde réduit à la faim, à l’angoisse, la honte et le mépris, poursuivre au-delà le monologue de la détresse (Misère et misère, L’enfant du dépotoir, 1975 ; Les martyrs du sous-développement, 1977. Le spectateur n’échappe pas au malaise : cette foule blessée, repliée sur sa douleur, il peut éprouver l'impression que c’est lui qu'elle dévisage et interpelle, sur le point de l’accuser de ce malheur dont il ne peut tout à fait ne pas être l’auteur. Peintre de la condition humaine, Martinez, dans son œuvre inquiète et inquiétante, ne cherche pas d'abord à plaire, ne se détourne pas de L’homme piétiné (1977), n’impose pas d’emblée des réponses, met plutôt sur le chemin des questions.
À partir de 1978 le climat de sa peinture se modifie : un nouvel élément plastique y surgit et la domine. Après un voyage en Andalousie, aux sources de l’art hispano-maghrébin, lettres et bribes de la calligraphie arabe, en une nouvelle tentative d’intégration de l’écrit, accompagnent les visages, les construisent et les expriment (Douloureuse identification, 1979; L’alphabet du cri, 1981). Dans des mises en pages tressant des motifs qui s’inspirent des tissus et des céramiques, c’est dans une fenêtre de la toile qu’apparaît par la suite l'omniprésent personnage (Okda, 1985).
En 1986 Martinez en revient aux reliefs et réalise des toiles découpées qu’il réunit sous le titre de Je prends, je donne, j’envoie, je reçois. S’y multiplient les flèches graphiques qui expriment les mouvements et relations du personnage, à travers une géométrie fine de points et de lignes zigzagantes qui évoquent les signes du soleil, des étoiles et de tout un bestiaire populaire d’abeilles et de grenouilles, de serpents et de tortues, recréé autour des signes et symboles de Kabylie. Ces signes, en 1989, s’inscrivent dans les rythmes de l’espace des maisons berbères, où le personnage semble pénétrer (M’Kharbech Be Niya Safia cherche lieux humains). Avec les dessins (marchem) qu’il commence à pratiquer sur le modèle des tracés divinatoires, dans le sable, de l’extrême Sud, Martinez, conjuguant peinture et géomancie, signes tifinagh et motifs berbères, déploie d’un seul et même trait une faune exubérante, où le lézard devient son propre totem.
Les processions qu'il organise en 1992 en Kabylie, plus tard en France pour implorer non pas de façon traditionnelle la pluie mais plus politiquement la paix dans une Algérie en proie au terrorisme de l'intégrisme, et ses dessins sur sable et murs, avec le concours de poètes et de musiciens, constituent un aboutissement, entre performance et installation, de sa volonté d'ouvrir son art à un autre retentissement, une autre implication que la distante contemplation. Il semblerait qu'une fois encore Denis Martinez cherche à détourner, redresser l'itinéraire de la peinture, à la délivrer d’une tradition unique, à en greffer les moyens sur une magie nouvelle, une autre vocation, plus vitale, dont nulle époque du passé ne propose précisément le modèle.

## Œuvres dans les collections publiques
- Paris, Institut du monde arabe, Portes de l’illumination, 1991, acrylique sur toile, 200 x 200 cm (Donation Claude et France Lemand) ; Anzar (le prince berbère de la pluie), 2001, acrylique sur toile, 200 x 300 cm (Donation Claude et France Lemand)

## Actions et interventions
- Les dernières paroles d'un mur, Blida, 1986
- Action PK5, Base pétrolière d'In Amenas, 1987
- Institut mécanique, Université de Soumâ, Blida, 1988
- Action Aïn-el-Hamam, Kabylie, 1991
- Action Maâtkas, Kabylie, 1992
- Intervention in situ, Tajmaat de Taourirt el hadjadj (At Yanni), Kabylie, 2004
- Intervention éphémère, La Robin, Gers, 2004
- Interventions in situ, Tajmaats d'Ait Larba et Agouni ahmed (At Yanni), Kabylie, 2005
- Intervention in situ, Tajmaat d'Ait Lahcen (At Yanni), Kabylie, 2006
- Intervention in situ, Tizizoua et performance à Ait el Kaid (Ouadhia), Kabylie, 2007
- Quelques abeilles égarées dans le parking d'un nombril du monde, création in situ et performance, École supérieure d'art d'Aix-en-Provence, 2008
- Intervention in situ, Tajmaat Tahar Djaout à Ighil-Bouammas, 2008.
- Intervention in situ, Tadjmaat Ouizgan, 2009.
- Intervention in situ, village de Aït Smail, 2010.
- Intervention in situ, village de Taourirt Amokrane, 2011.
- Intervention in situ, village de Djemaa Sharidj, 2012.
- Intervention in situ, Tajmaat de Agouni Ahmed, 2013.

## Albums
- Bouches d'incendie, œuvre graphique de Denis Martinez, poèmes de Messaour Boulanouar, Abdelhamid Laghouati, Tahar Djaout, Hamid Tibouchi, Omar Azradj et Ahmed Hamdi, Paris, Publisud, 1983,  (ISBN 2-86600-089-7).
- Denis Martinez et Abdelhamid Laghouati, Où est passé le grand troupeau?, Alger, Enag éditions, 1988.
- Denis Martinez, Ihellelouen de la montée de la sève, couverture et 17 dessins de l'auteur, préface de Dominique Dévigne, éditions de l'Orycte, Paris, avril 1991.

## Poésie
- Cinq dans tes yeux, plaquette collective, Blida, Auto-éditions, 1977.
- Non je ne veux pas dire, Blida, Auto-éditions, 1977.
- Il est bien inutile… , Paris, éditions de l'Orycte, 1978.
- C'est peut-être comme ça!?, peinture écrite, Réghaïa, 1988.
- Partir sans partir, texte manuscrit, 1997.
- Ramène la raison, texte manuscrit, 2000.
- Mais il est encore temps, 2007.
- Le chant des oiseaux de pierre, Algérie Littérature Action, no 149-152, mars juin 2011.

## Illustrations
- Mustapha Harkat, Isolement, 1964.
- Ahmed Azeggagh, Chacun son métier, 1966.
- Tahar Djaout, Solstice barbelé, couverture et dessins de Martinez, Éditions Naaman, Sherbrooke, Québec, Canada, 1975..
- Vive le XIe festival mondial de la jeunesse et des étudiants (Cuba), 29 planches de Martinez, Alger, Comité national préparatoire algérien, 1978.
- Hamid Tibouchi, D’ailleurs, ça ne peut plus durer, couverture de Martinez, postface de Tahar Djaout, éditions de l'Orycte, Sour El Ghozlane, 1978.
- Tahar Djaout, Insulaire et Cie, couverture de Martinez, portrait par Tibouchi, éditions de l'Orycte, Sigean, 1980.
- Abdelhamid Laghouati, L’oued noir, accompagné d’une postface de M.G.B., couvertures de Martinez, éditions de l'Orycte, Sour El Ghozlane, 1980.
- Jean Sénac, Poésie de Sour El Ghozlane, accompagné d'une reproduction du texte manuscrit, couverture de Martinez, éditions de l'Orycte, Sigean, 1981.
- Messaour Boulanouar, Sous peine de mort, couverture et 11 dessins de Martinez, éditions de l'Orycte, Sigean, 1981.
- Abdelhamid Laghouati, De si belles insultes, sérigraphies de A. Boubouche, H. Hammadouche, A. Larbi, D. Martinez, O. Mohand, Alger, œuvre d'auteurs, 1982.
- Rabah Belamri, La poésie algérienne, 7 dessins de Martinez, 25 Mensuel, no 84-85, Herstal, éditions de l'atelier de l'Agneau, 1984.
- Algérie expressions contemporaines, 4 dessins de Martinez, Paris, Centre Georges Pompidou, 1986.
- Mots dire la torture, couverture de Martinez, Alger, Comité national contre la torture, 1990.
- Marathon pour l'AEFAB, poèmes d'A. Laghouati, dessins d'A. Larbi et D. Martinez, préface du professeur Boucebci, Alger, AEFAB, 1990.
- Jardins de la poésie, Alger 1991, 4 dessins de Martinez, Alger, Centre culturel français, 1991.
- Abdelhamid Laghouati, Gerçures, Grenoble, Auto-édition, 1994.
- L'Algérie au cœur, Bacchanales numéro spécial, Grenoble, Maison de la Poésie, 1994.
- Zineb Laouedj, Le Palmier, Marseille, 1995.
- Visages et silences d'Algérie, anthologie illustrée en collaboration avec Christiane Achour, Paris, Marsa éditions, 1997.
- Jean Sénac, Pour une terre possible, textes rassemblés, annotés, préfacés et accompagnés de jalons biographiques et d'une bibliographie de Hamid Nacer-Khodja, édition établie par Marie Virolle, Paris, éditions Marsa, 1999.
- Jamel-Eddine Bencheikh et Christiane Chaulet Achour, Jean Sénac : clandestin des deux rives, Paris, éditions Séguier, 1999.
- Christiane Achour et Denis Martinez, Anthologie Illustrée, Alger, Édition Marsa, 2002.
- El Mahdi Acherchour, Retour au tour manqué, 7 images de Denis Martinez, Manosque, Propos 2 éditions, Collection Petit à petit no 6, 2003.
- Histoire et mémoire d’Algérie à St Martin-d’Hères, illustrations de Denis Martinez, Mairie de St Martin d’Hères, 2009
- Youcef Merahi, Et l’ombre assassine la lumière, illustration 1re de couverture par Denis Martinez, Alger, Casbah Éditions, 2009.
- Youcef Merahi, Oran échelle 31, illustrations de Denis Martinez, Alger, Casbah Éditions, 2011.

## Films et vidéos
- Jean Pierre Lledo, Renaissance, 35 mm, Blida, 1985.
- Jean Pierre Lledo, Jonction, 35 mm, Blida, 1985.
- Dominique Devigne, Action Tiliwa, Vidéo, 1990.
- Dominique Devigne, Action Bordj Moussa, Vidéo, 1991.
- Dominique Devigne, Rencontre avec Brahim Ag Bahos, Djanet, 1992.
- Jean-Pierre Lledo, Documentaire à l’Oasis de la Belle de Mai, 55 min, Marseille, 1996.
- Claude Hirsch, Denis Martinez, un homme en libertés, documentaire, 60 min, Ass Pol'art, 2014.
- Azzedine Galouz, Portrait de face "Denis Martinez" reportage 26 min (canalnaf tv)2013.

### Monographie
- Nourredine Saadi, Martinez, peintre algérien, Alger, éditions Barzach, et Manosque, Le bec en l’air, 2003.  (ISBN 9961-892-54-2)

### Catalogues
Expositions particulières
- Denis Martinez, reliefs peints, préface de Ahmed Hounaci (Jean Sénac), Galerie 54, Alger, 1964.
- Denis Martinez, poèmes de Tahar Djaout et Hamid Tibouchi, Alger, Galerie des 4 colonnes, 1976.
- Denis Martinez, texte de Tahar Djaout, Alger, Centre Culturel de la Wilaya d’Alger, 1981.
- Rétrospective Denis Martinez, textes de Abdelhamid Laghouati, Dominique Dévigne et Denis Martinez, entretien avec A. Ferhani, Alger, Musée des Beaux-Arts, 1985.
- Expressions en un lieu, Espace musique Safy Boutella, Espace peinture Denis Martinez, textes sur D. Martinez de N. Saadi, J.P. Lledo et M. Abrous, Musée des Arts et Traditions Populaires, Alger, Ministère de la culture et du tourisme, 1988.
- M'Kherbech Be Niya Safia cherche lieux humains, textes de T. Medjoub, A. Boumendjil, S. Mesbah et Denis Martinez, Alger, Centre Culturel Français, 1991.
- Denis Martinez, textes de Bruno Ely et Nourredine Saadi, Aix-en-Provence, Musée des Tapisseries, 2000,  (ISBN 2-912194-07-5).
- Art contemporain d'Algérie, Denis Martinez, Désorientalisme, textes de Guillaume Ambroise, et Ali Silem, Pau, Musée des Beaux-Arts, 2003  (ISBN 2-914 942-08-7).
- Denis Martinez, Quelques abeilles égarées dans le parking d'un nombril du monde, création in situ, textes de Nourredine Saadi et Jean Cristofol, École Supérieure d'Art d'Aix-en Provence, 2008.

Expositions collectives
- Peintres algériens, préface non signée de Jean Sénac, salle Ibn Khaldoun, Fêtes du 1er novembre, Alger, 1963 (œuvres exposées : Napalm, Supplice, Taureau, sculpture)
- Peintres algériens, textes d'Edmond Michelet et Mourad Bourboune, Musée des arts décoratifs de Paris, Paris, 1964 (œuvres exposées : Déterré et Le retour de l'ancêtre, peintures, 1963; Isolement, eau-forte, 1964).
- 4 peintres algériens, Abdeddaïm, Martinez, Slama, Tibouchi, texte sur Martinez d'O. Hadjari, Tunis, Galerie Attaswir, 1981.
- Signes et désert : Baya, Arezki Larbi, Ali Silem, Rachid Koraichi, Denis Martinez, Choukri Mesli, textes sur Martinez de Malika Bouabdellah, Michel-Georges Bernard et Arezki Metref, Bruxelles, Ipso, 1989.
- Autres soleils et autres signes, Baya, Larbi, Martinez et Mesli, textes sur Martinez de Dominique Dévigne et Denis Martinez, Montpellier, Galerie du Domaine Départemental du Château d'Ô et Béziers, Hôtel du Département, O.D.A.C Conseil Général de l'Hérault, 1990.
- Les effets du voyage, 25 artistes algériens, textes de Fatma Zohra Zamoum, Ramon Tio Bellido, Michel-Georges Bernard et Malika Dorbani Bouabdellah, Palais des Congrès et de la Culture, Le Mans, décembre 1995.
- Peintres du Signe - Mesli, Martinez, Baya, Khadda, Koraïchi, Samta Ben Yahia, Silem, Sergoua, Mohand, Yahiaoui, Tibouchi, textes de Pierre Gaudibert, Nourredine Saadi, Michel-Georges Bernard et Nicole de Pontcharra), Fête de l’Humanité, La Courneuve, septembre 1998 (exposition itinérante).
- Peindre en exil, Choukri Mesli et Denis Martinez, textes d’Anissa Asselah, Benamar Mediene, Rachid Boudjedra, O. Hadjari, Arezki Metref, Denis Martinez et Dominique Devigne, Orléans, Collégiale Saint-Pierre le Muellier, 1998.
- Le XXe siècle dans l’art algérien, textes de Ramon Tio Bellido, Malika Dorbani Bouabdellah, Dalila Mahammad Orfali et Fatma Zohra Zamoum, Château Borély, Marseille / Orangerie du Sénat, Paris, Édition AICA Press, 2003.

### Articles (sélection)
- Denis Martinez : j’ai atteint à une certaine liberté dans la création, entretien avec Tahar Djaout, Alger, El Moudjahid culturel no 195, 2 avril 1976.
- Tahar Djaout, Denis Martinez, L’acuité du regard, suivi d'un entretien, Alger, Algérie-Actualité no 760, 8-14 mai 1980.
- Tahar Djaout, Bouches d’incendie, Un peintre réinvente le poème, suivi d’un entretien, Alger, Algérie-Actualité no 938, 6-12 octobre 1983.
- Mouny Berrah, Denis Martinez, Inquiétudes sur fond noir, suivi d'un entretien, Alger, Algérie-Actualité no 1020, 2-8 mai 1985.
- Tahar Djaout, Vers l’oasis des origines, Où est passé le grand troupeau?, Alger, Algérie-Actualité no 1243, 10-16 août 1989.
- Tahar Djaout, Bruxelles accueille nos peintres, Alger, Algérie-Actualité no 1256, 15 novembre 1989.
- Quête de lumière, entretien de Denis Martinez avec Abderahmane Rahou, Alger, Alger républicain, 29 janvier 1993.
- La culture peut sauver l'Algérie, entretien de Denis Martinez avec Lamine Chikh, Alger, Liberté, 15 février 1993.
- O. Hadjari, Il y a vingt-cinq ans, Aouchem, Alger, Ruptures, no 8, 2-8 mars 1993.
- Marie-Jöelle Rupp, Denis Martinez et la performance de « La Fenêtre du Vent », Paris, Revue Actualités et culture berbères no 42, p. 20-21, printemps-été 2003.
- A. Mekfouldji, La ville des Roses, Bouquet de Martinez, Alger, El Watan, 6 mars 2004.
- Y. Idjer, D. Martinez, 40 ans de création, Alger, Info Soir, 11 mars 2004.
- A. Mekfouldji, Denis Martinez et les beauxaristes, Alger, El Watan, 29 juin 2006.
- A. Mekfouldji, Denis Martinez va exposer, Alger, Info Soir no 2033, 15 mars 2010.

## Ouvrages généraux
- Jean Sénac, Visages d’Algérie, Regards sur l’art, Textes rassemblés par Hamid Nacer-Khodja, Alger, Éditions EDIF 2000, et Paris, Paris Méditerranée, 2002  (ISBN 2-84272-156-X).
- Claude Darras, Ateliers du sud, l’Esprit des lieux, Paris, Edisud, 2004 (Denis Martinez, l’empire des signes, p. 72-78).
- Tahar Djaout, Une mémoire mise en signes, Écrits sur l'art, textes réunis par Michel-Georges Bernard, Préface de Hamid Nacer-Khodja, El Kalima Éditions, Alger, 2013 (p. 61-76; éléments de biographie, p. 172-173).